# Regeringen Blehr I

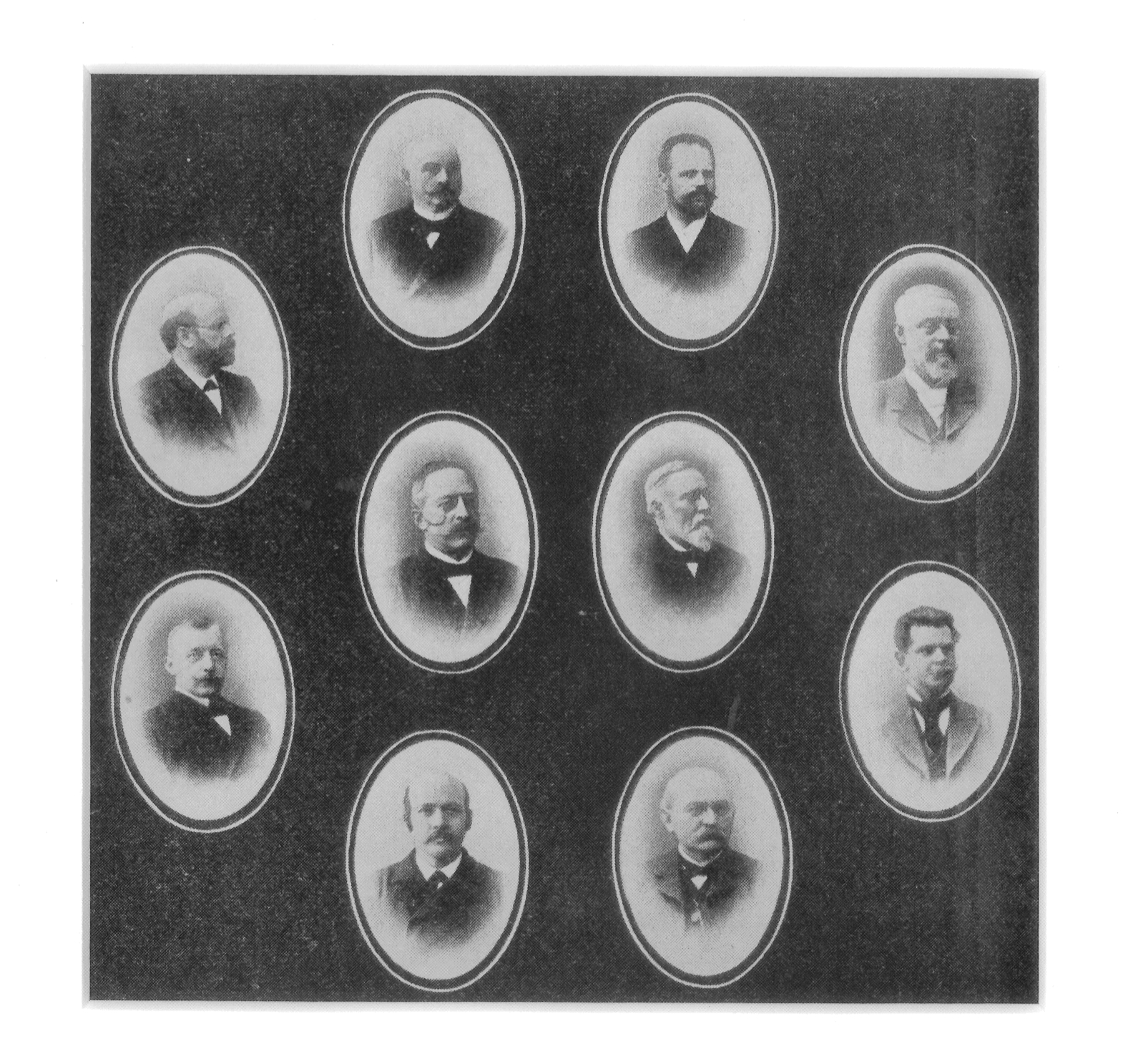
Medlemmarna i regeringen.

Regeringen Blehr I var en norsk regering. Det var ren Venstre-regering som tillträdde 21 april 1902. Regeringen avgick 22 oktober 1903. Statsminister var Otto Blehr.